# Amel Tuka
Amel Tuka, född den 9 januari 1991 i Kakanj i Bosnien och Hercegovina, är en bosnisk friidrottare som tävlar i medeldistanslöpning över främst 800 meter. Han har även tävlat på 400 meter.
Tuka började uppmärksammas i massmedia under sommaren 2015. Efter lyckade resultat i både Velenje och Madrid slog Tuka världsrekord i Monte Carlo. På sträckan 800 meter sprang Tuka på tiden 1:42,51. Sensationen fick extra mycket uppmärksamheten eftersom Tukas bästa tid den 30 juni samma år var 1:46,12. Månaden efter succén i Diamond League imponerade Tuka ytterligare. Den bosniska löparen vann nämligen en bronsmedalj på vid VM i Peking 2015. I och med sin medalj blev han landets första medaljör vid ett världsmästerskap i friidrott. Hans tid i finalloppet blev 1:46,30.

## Personliga fakta
Tuka är född i Kakanj men började träna friidrott i Zenica. Tuka har i ett TV-inslag med "Interview 20" berättat att han under tävlingar försöker representera Bosnien och Hercegovina på bästa sätt. Tuka vill vara med och sprida en positiv bild av sitt hemland. I samma sändning framför han dock kritik mot landet. Han berättar att han inte känner att han har fått någon seriös statlig hjälp. Istället hyllar han sina föräldrar, sina gamla friidrottstränare och andra personliga kontakter i både Kakanj och Zenica. Enligt Tuka är det särskilt besvärligt för idrottare som utövar individuella idrotter eftersom det är svårare att komma i kontakt med sponsorer.